# Sol de Riu
Sol de Riu (Sòl de Riu en catalán) es el nombre que recibe la desembocadura del río Sénia, donde se encuentran la costa de Cataluña y la Comunidad Valenciana. Los municipios donde se localizan son Alcanar (en la partida de la Martorella y cerca del barrio costero de Las Casas de Alcanar) en la orilla norte, y Vinaroz en la orilla sur, en la Zona de las Deveses.
En la parte norte, en la Costa Dorada, su mirador es perfectamente accesible en coche y en la vertiente sur, en la Costa del Azahar, lo es en bicicleta. El puente más cercano es parte de la N-340.
Su nombre en catalán se aplica genéricamente (se traduciría como “suelo de río”), al curso bajo de cualquier río cerca de su desembocadura.